# Jukka Peltola
Jukka Peltola (ur. 26 sierpnia 1987 w Tampere) – fiński hokeista, reprezentant Finlandii, olimpijczyk.

## Kariera
- KOOVEE U16 (2002-2003)
- KOOVEE U18 (2003-2004)
- Tappara U18 (2004-2005)
- Tappara U20 (2005-2008)
  -  Suomi U20 (2006/2007)
- Tappara (2006-2018)
  -  LeKi (2009/2010)
- Sibir Nowosybirsk (2018-2020)
- Tappara (2020-2022)

Wychowanek klubu Ilves. Karierę rozwijał w innych klubach z rodzinnego Tampere: w KOOVEE i Tappara, którego został zawodnikiem w drużynie seniorskiej w rozgrywkach Liiga. Przedłużał kontrakt z tym klubem w marcu 2009 o trzy lata, w styczniu 2011 o trzy lata, w listopadzie 2013 o dwa lata, w maju 2016 o trzy lata. Od sezonu Liiga (2014/2015) kapitan drużyny Tappara. Pod koniec kwietnia 2018 został zawodnikiem rosyjskiej drużyny Sibir Nowosybirsk. W maju 2019 przedłużył tam kontrakt. W maju 2020 ponownie trafił do Tappara. W maju 2022 ogłosił zakończenie kariery.
Został reprezentantem Finlandii. W barwach kraju podjął występy w turniejach z cyklu Euro Hockey Tour. Uczestniczył w turnieju zimowych igrzysk olimpijskich 2018.
W trakcie kariery określany pseudonimami Peltsi, Jugi, Le Chef.

## Sukcesy
Klubowe
- Brązowy medal mistrzostw Finlandii: 2008 z Tappara
- European Trophy: 2009 (turniej fiński) z Tappara
- Srebrny medal mistrzostw Finlandii: 2013, 2014, 2015 z Tappara
- Złoty medal mistrzostw Finlandii: 2016, 2017 z Tappara

Indywidualne
- Liiga (2016/2017): Trofeum Jariego Kurri – najlepszy zawodnik w fazie play-off
- Liiga (2017/2018):
  - Piąte miejsce w klasyfikacji +/− w fazie play-off: +7[9]
  - Trzecie miejsce w klasyfikacji strzelców w fazie play-off: 6 goli[10]
  - Drugie miejsce w klasyfikacji kanadyjskiej w fazie play-off: 13 punktów[11]
- Liiga (2020/2021)[12]:
  - Trzecie miejsce w klasyfikacji strzelców w fazie play-off: 4 gole